# Wish I'd Taken Pictures
Wish I'd Taken Pictures è il quarto album dei Pansy Division.

## Tracce
1. Horny In the Morning – 1:35
2. Vanilla – 2:08
3. I Really Wanted You – 2:15
4. Dick of Death – 2:40
5. Expiration Date – 2:58
6. The Summer You Let Your Hair Grow Out – 2:11
7. Wish I'd Taken Pictures – 2:43
8. Pillow Talk – 2:23
9. This Is Your Life – 1:44
10. Don't Be So Sure – 2:52
11. Kevin – 3:01
12. The Ache – 4:02
13. Pee Shy – 2:22
14. Sidewalk Sale – 1:17

## Formazione
- Jon Ginoli - voce, chitarra
- Chris Freeman - voce, basso
- Dustin Donaldson - batteria, percussione
- Kirk Heydt - Violoncello